# Katalytický cyklus

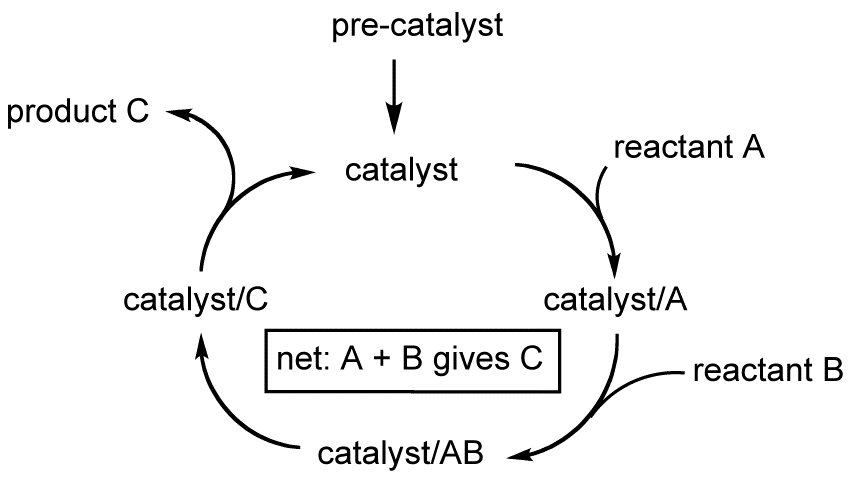
Katalytický cyklus přemny látek A a B na C

Katalytický cyklus je vícestupňový reakční mechanismus, jehož součástí je katalytická reakce. Katalytické cykly se k popisu funkce katalyzátorů používají například v biochemii, organokovové chemii, bioanorganické chemii a materiálovém inženýrství.
Jelikož dochází k obnově katalyzátorů, tak se katalytické cykly často popisují jako posloupnosti chemických reakcí, které vytvářejí smyčku. V prvním kroku se jeden nebo více reaktantů naváže na katalyzátor a v posledním se uvolní produkt a obnoví katalyzátor.

## Prekatalyzátory
Prekatalyzátory jsou látky, které fungují jako prekurzory katalyzátorů. V reaktoru se mění na aktivní katalyzátory. Určení, zda je daná sloučenina katalyzátorem nebo prekatalyzátorem, je důležitou součástí výzkumu katalýzy.
Přeměna prekatalyzátoru na katalyzátor se často nazývá aktivace katalyzátoru. Mnohé halogenidy kovů, jako jsou Kaminského katalyzátor a Zieglerovy–Nattovy katalyzátory, fungují jako prekatalyzátory hydrogenace alkenů. Prekatalyzátor, například chlorid titanitý, se aktivuje pomocí katalytického aktivátoru (například organohlinité sloučeniny).
Oxidy kovů se často řadí mezi katalyzátory, ovšem téměř vždy se ve skutečnosti jedná o prekatalyzátory. Využití nacházejí při metatezi olefinů a hydrogenačních reakcích. Použití oxidů kovů vyžaduje aktivační činidlo, kterým je obvykle redukční činidlo, aby mohl být katalytický cyklus spuštěn.
Přeměna prekatalyzátoru na katalyzátor je v katalytických cyklech častá.